# 茶音頭
茶音頭（ちゃおんどう、ちゃおんど）は、文化文政期に京都で活躍した盲人音楽家、菊岡検校が作曲、八重崎検校が箏の手付をした手事物の地歌曲である。流派により『茶の湯音頭』とも呼ばれる。

## 概要
俳人横井也有の「女手前」から抜粋した歌詞で、多数の茶道具を詠み込みつつ男女の仲がいつまでも続くよう願った内容。三味線の調弦が「六下がり」という非常に特殊なもので、独特な響きがこの曲独自の雰囲気を作り出している。歌の節も凝っている一方で手事が長く、八重崎検校の箏手付も巧みで合奏音楽としてもよくできている。現代でも演奏会でよく取り上げられる曲である。茶の湯の手前の伴奏としても演奏される。
本来は純音楽曲であるが、後世「上方舞」（地唄舞）において振り付けも行われ、好んで舞われており、いくつかの流派ごとの振り付けがあるが、どれも袱紗を使用したり、茶道の所作をいれたりする特徴のあるものである。 
題名の「音頭」とはもとは雅楽において、各楽器の主たる演奏者をしめす用語である。『茶音頭』は、「音頭」といっても民謡のいち形態としての「音頭」とはまったく別のものである。

## 六下り
菊岡検校は、『茶音頭』の作曲にあたり、「六下り」あるいは「三メリ」と呼ばれる特殊な調弦を使用している。六下りという名称は、本調子の三味線の第3弦（3の糸）を十二律でいう5律（完全4度）下げ、それがちょうど、第1弦（1の糸）から6律目にあたることから名付けられた。実際の六下り
の調弦では、三下りの第3弦を3律下げることのほうが多い。